# Wolfgang Andreas Ferber
Wolfgang Andreas Ferber († ca. 1770) war Bürgermeister und Syndikus der Stadt Zwickau.

## Leben und Wirken
Er stammt der alteingesessenen bürgerlichen Familie Ferber aus Zwickau und erhielt gemeinsam mit seinen Brüdern am 30. August 1745 einen Wappenvermehrungsbrief vom Kaiser. Später wurde die Familie geadelt und in den Reichsfreiherrenstand erhoben.
Er war zunächst als Syndikus in Zwickau tätig. 1741 erfolgte seine Wahl zum Bürgermeister der Stadt. Als solcher wurde er bei der Besetzung der Stadt durch preußische Truppen 1757 als Geisel genommen und nach Chemnitz verschleppt. Nach seiner Freilassung kehrte Ferber nach Zwickau zurück.